# Johann Georg Pisendel
Johann Georg Pisendel (født 26. december 1687 i Cadolzburg, Landkreis Fürth, død 25. november 1755 i Dresden) var en tysk violinist og komponist.

## Biografi
Pisendel var femte søn i en kantorfamilie i Mittelfranken. Faderen Simon, som også var organist, stammede fra Markneukirchen i Vogtland.
Efter faderens første musikalske undervisning, kom Pisendel i 1697 til hofkapellet i Ansbach hvor han fik undervisning af Francesco Antonio Pistocchi og Giuseppe Torelli. Selv om hofkapellet blev reduceret i 1703, fik Pisendel alligevel senere ansættelse som violinist. I marts 1709 rejste han til Leipzig, hvor han undervejs mødte Bach i Weimar. Under en rejse i 1711 blev han gode venner med Georg Philipp Telemann i Eisenach og Christoph Graupner i Darmstadt.
Fra januar 1712 til sin død var Pisendel violinist, og fra 1728 koncertmester i Dresdner Hofkapelle.

## Betydning
Pisendel foretog mange rejser, men den vigtigste var et ophold hos Vivaldi i Venezia (1716/17). Pisendel og Vivaldi knyttede et nært venskabsforhold, og Vivaldi skrev mellem 1717 og 1720 fire sonater, fem koncerter og en symfoni med tilegnelsen «fatte p. Mr. Pisendel». Også Tomaso Albinoni og Georg Philipp Telemann tilegnede violinkoncerter til Pisendel.
Efter at være vendt tilbage til Dresden studerede han komposition hos Johann David Heinichen. Blandt Pisendels elever kan nævnes Franz Benda og Johann Gottlieb Graun. Pisendel var også en nær ven af Jan Dismas Zelenka, og hjalp til med at udgive nogen af hans værker posthumt.
Pisendel var senbarokkens store tyske violinvirtuos, og med sine personlige egenskaber og pædagogiske færdigheder opnåede han tidlig anerkendelse hos og venskab med talrige musikere. Hans virke som koncertmester under dirigenten Johann Adolf Hasse gjorde Dresdner Hofkapelle berømt over hele Europa.

## Musik
Et lille udvalg af Pisendels kompositioner er bevaret, men det som findes er af høj kvalitet.
- Ti violinkoncerter
- Fire koncerter for orkester
- to sonater for violin
- En Symfoni
- En Trio